# Генрих Вюртембергский (граф Монбельяра)
Ге́нрих Вюртембе́ргский (7 сентября 1448, Штутгарт, Герцогство Вюртемберг — 15 апреля 1519, Замок Хоэнурах) — граф Монбельяра в 1473—1482 годах.

## Жизнь
Второй сын графа Ульриха V Вюртемберг-Штутгартского (1413—1480) от второго брака с Елизаветой Баварско-Ландсхутской (1419—1451). Как второй сын, Генрих должен был строить карьеру в духовенстве. В 1464 году он стал проректором в Айхштетте. Планировалось, что он сменит Адольфа II Нассауского в качестве архиепископа Майнца.
Он был назначен коадъютором и регентом по мирским делам Адольфа в 1465 году. Назначению поспособствовал влиятельный курфюрст Бранденбурга Альбрехт III Ахилл, который выдал свою дочь Елизавету за брата Генриха Эберхарда II. Это связало бы архиепископство Майнца с маркграфством Бранденбурга и с имперской партией, которую возглавлял Альбрехт Ахилл, и к которой также принадлежал отец Генриха Ульрих V.
Архиепископ Майнца был одним из семи курфюрстов и, таким образом, имел значительное влияние на политику Священной Римской империи. План был направлен против Виттельсбахов и, в частности, курфюрста Пфальца Фридриха I, который нанёс поражение Ульриху V в битве при Зеккенхайме в 1462 году. Однако архиепископ Майнца не согласился с этим планом и отказался играть отведённую ему роль.
Это привело к так называемой «коадъюторской междоусобице» 1465—1467 годов. В 1466 году граф Иоганн Вертхайм объявил войну Генриху. Это переросло в конфликт между курфюрстами Империи и почти в гражданскую войну. В конце концов, курфюрст Пфальца одержал победу в конфликте на дипломатическом уровне, а Генрих и другие Вюртемберги остались ни с чем. В компенсацию Генриху отдали округ Бишофсхайм, который он возвратил Майнцскому курфюршеству в 1470 году.
По Урахскому договору 1473 года Генриху отошло графство Монбельяр и другие владения Вюртембергов на левом берегу Рейна. В ходе конфликта между герцогом Бургундии Карлом Смелым и императором Фридрихом III, Карл взял в плен Генриха в 1474 году. Пленение продолжалось до 1477 года, и с Генрихом обращались очень плохо, якобы даже инсценировали его казнь. После смерти отца в 1480 году Генрих предъявил права на часть наследства, в частности Вюртемберг-Штутгарт. Он не добился успеха, и в соответствии с Рейхенвайерским договором 1482 года передал графство Монбельяр своему брату Эберхарду II.
В 1490 году его кузен Эберхард I арестовал Генриха в Штутгарте на основании психического заболевания. В 1492 году император Фридрих III назначил Эберхарда I законным опекуном Генриха. До своей смерти в 1519 году Генрих и его жена Ева находились в заключении в замке Хоэнурах, хотя им иногда разрешалось посещать Штутгарт.

## Дети
в 1485 году Генрих женился на графине Елизавете Цвайбрюккен-Битш. Елизавета умерла 17 февраля 1487 года, через несколько дней после рождения сына Ульриха 8 февраля 1487 года. Ульрих стал третьим герцогом Вюртембергским.
Генрих снова женился 21 июля 1488 года на графине Еве Сальмской; у них было двое детей:
- Мария (1496—1541), вышла замуж за герцога Генриха V из Брауншвейг-Люнебургского
- Георг I Вюртемберг-Монбельярский (1498—1558)

Таким образом, Генрих был основателем ветви Вюртемберг-Монбельяр.